# Amara spadicea
Amara spadicea är en skalbaggsart som beskrevs av Thomas Casey. Amara spadicea ingår i släktet Amara och familjen jordlöpare. Inga underarter finns listade i Catalogue of Life.